# Heteronychus wittei
Heteronychus wittei är en skalbaggsart som beskrevs av Emile Janssens 1942. Heteronychus wittei ingår i släktet Heteronychus och familjen Dynastidae. Inga underarter finns listade i Catalogue of Life.